# Tara Michaël
Pour les articles homonymes, voir Michaël.
Tara Michaël, née sous le nom de Brigitte Pagès à Marseille en 1942, est une indianiste française.

## Biographie
Licenciée ès Lettres à la Sorbonne, sanscritiste élève de Louis Renou, Armand Minard et Anne-Marie Esnoul, diplômée de l’École pratique des hautes études, diplômée en hindi de l'INALCO, elle obtient du Gouvernement indien une bourse de deux ans à Pune en Inde pour y poursuivre ses études de sanscrit. En 1972, Jean Filliozat lui propose un poste de professeur à l'Institut Français de Pondichéry (deux ans), ce qui lui permet de poursuivre sa formation en Inde. Elle séjourne à Madras pendant six ans. 
Docteur en études indiennes (1978), elle est nommée en 1980 chercheure au CNRS, dans la division civilisations orientales et le sera jusqu'en 2007. Auparavant, elle a vécu dix ans en Inde où elle effectue des  missions, avant de retourner après sa retraite pour y séjourner pendant l'hiver. 
On lui doit plusieurs ouvrages sur le yoga, le shivaïsme et les danses de l'Inde (elle se voit décerné le titre de « Versée en danse Odissi » et est la disciple du Maître Ramani Ranjan Jena). Elle a obtenu un Acte de notoriété concernant son pseudonyme.
Elle est également membre de la Société asiatique.

## Ouvrages
- Svâtmârâma, Haṭha-pradîpikâ. Traité de Haṭha-Yoga. [La petite lampe du Haṭha-Yoga], (préface de Jean Filliozat), introduction, traduction et commentaires par Tara Michaël. Avec extraits du commentaire de Brâhmânanda,  Fayard, Paris 1974, 314 p.  [présentation en ligne] (consulté le 4 novembre 2021). Nouvelle édition revue, Fayard, 2024, 364 p. [À noter que ce nombre de pages est aussi dû à la police d'écriture utilisée, plus grande que dans l'édition de 1974.]
- Clefs pour le Yoga, préface de Jacques Masui, Paris, Seghers, 1975
- Le joyau du yoga shivaïte. Shiva-yoga-ratna de Jnanaprakasha, Pondichéry, Publication de l'Institut Français d'Indologie no 53, 1975. Rééd. Paris, Almora, 2014
- Kundalinî, l'Énergie évolutive en l'homme, de Pandi Gopi Krishna, trad. de l'anglais et introduction par T. Michaël, Paris, Le Courrier du Livre, 1978
- Corps subtil et corps causal. La description des six Cakra  et quelques textes sur le Kundalinī Yoga, traduction et présentation par T.  Michaël, Paris, Le Courrier du livre, 1992 [1979], 380 p.
- Introduction aux voies de yoga, préface de Jacques Masui, Monaco, Éd. du Rocher, 1980. Rééd. sous le titre Les voies du Yoga, Paris, Seuil, coll. « Points Sagesses », 2011, 272 p. ; sous le titre Introduction aux voies du Yoga, Paris, Desclée de Brouwer, 2016, 280 p., puis 2017, 360 p. [sic]
- Mythes et symboles du yoga, préface du Dr Pierre Solié, Paris, Dervy, 1984, 226 p.
- La symbolique des gestes de mains (Hasta ou Mudra) selon l'Abhinaya-darpana [« The symbolics of hand gestures (...) according to the Abhinaya-Darpana »], publié en anglais, puis traduit par Béatrice Leclerc, Paris, Éd. Sémaphore, coll. « Danses sacrées de l'Inde », 1985, XXXII, 325 p.
- Aspects du yoga, Monaco, Éd. du Rocher, 1986, 186 p.
- La Légende immémoriale du Dieu Shiva, Le Shiva-purâna, traduit du sanscrit, présenté et annoté par Tara Michaël, Paris, Gallimard, coll. « Connaissance de l'Orient, série Indienne », 1991, 267 p.
- Le Yoga de l'Éveil dans la tradition hindoue, Paris, Fayard, coll. « L'Espace intérieur », 1992, 242 p.
- Le yoga (avec Pierre Feuga), Paris, PUF, coll. « Que sais-je ? », 2018 [1998], 128 p.[6]
- La Centurie de Goraksa suivi du Guide des Principes des Siddha, introduction, traduction du sanscrit et notes par T. Michaël, Paris, Almora, 2012 [2008], 158 p.
- Des Védas au Christianisme. Hommage à Philippe Lavastine, St Martin de Castillon, Éditions Signatura, 2009, 189 p.